# Indien ved sommer-OL 2016
Indien deltog i sommer-OL 2016 i Rio de Janeiro, som blev arrangeret i perioden 5. august til 21. august 2016.

## Medaljer
| 2016 Rio de Janeiro | Guld | Sølv | Bronze | Total |
| Indien              | 0    | 1    | 1      | 2     |

### Medaljevinderne
| Indien under OL 2016 i Rio de Janeiro | Indien under OL 2016 i Rio de Janeiro | Indien under OL 2016 i Rio de Janeiro | Indien under OL 2016 i Rio de Janeiro | Indien under OL 2016 i Rio de Janeiro |
| Medalje                               | Navn                                  | Sport                                 | Event                                 | Dato                                  |
| ------------------------------------- | ------------------------------------- | ------------------------------------- | ------------------------------------- | ------------------------------------- |
| Sølv                                  | P. V. Sindhu                          | Badminton                             | Damesingle                            | 19. august                            |
| Bronze                                | Sakshi Malik                          | brydning                              | Kvindernes 58 kg fristil              | 17. august                            |